# Maculinea euphemus
Maculinea euphemus är en fjärilsart som beskrevs av Jacob Hübner 1798/803. Maculinea euphemus ingår i släktet Maculinea och familjen juvelvingar. Inga underarter finns listade i Catalogue of Life.